# 環狀毛氈苔
環狀毛氈苔（學名：Drosera zonaria），亦稱作油彩毛氈苔，是一種多年生草本的球根型茅膏菜屬食肉植物。

## 棲息地與習性
環狀毛氈苔為西澳大利亞西南部的特有種，分布于西澳大利亞伯斯（Perth）東南部至埃斯佩蘭斯（Esperance）附近。其為直徑約5至7公分的緊湊的蓮座狀植株，約含有20至30片的葉片，顏色為綠色漸進至紅色，以類似同心圓的形態排列。典型的葉片寬約1公分，而且通常被描述為「腎形」並帶有緋紅色的葉緣。其生長在開闊林地或是近海岸歐石楠荒原的深厚矽砂上，並且僅在其原生地經過野火之後才會開花，可能的原因是在這個過程中釋放了乙烯。環狀毛氈苔的花朵類似於紅根毛氈苔，為白色、氣味芬芳，花莖長約4至5公分。與其他球根毛氈苔品種類似，環狀毛氈苔的地上部會於乾熱的夏季枯萎，其肉質的塊根位於地下約10至30公分。

## 植物學史

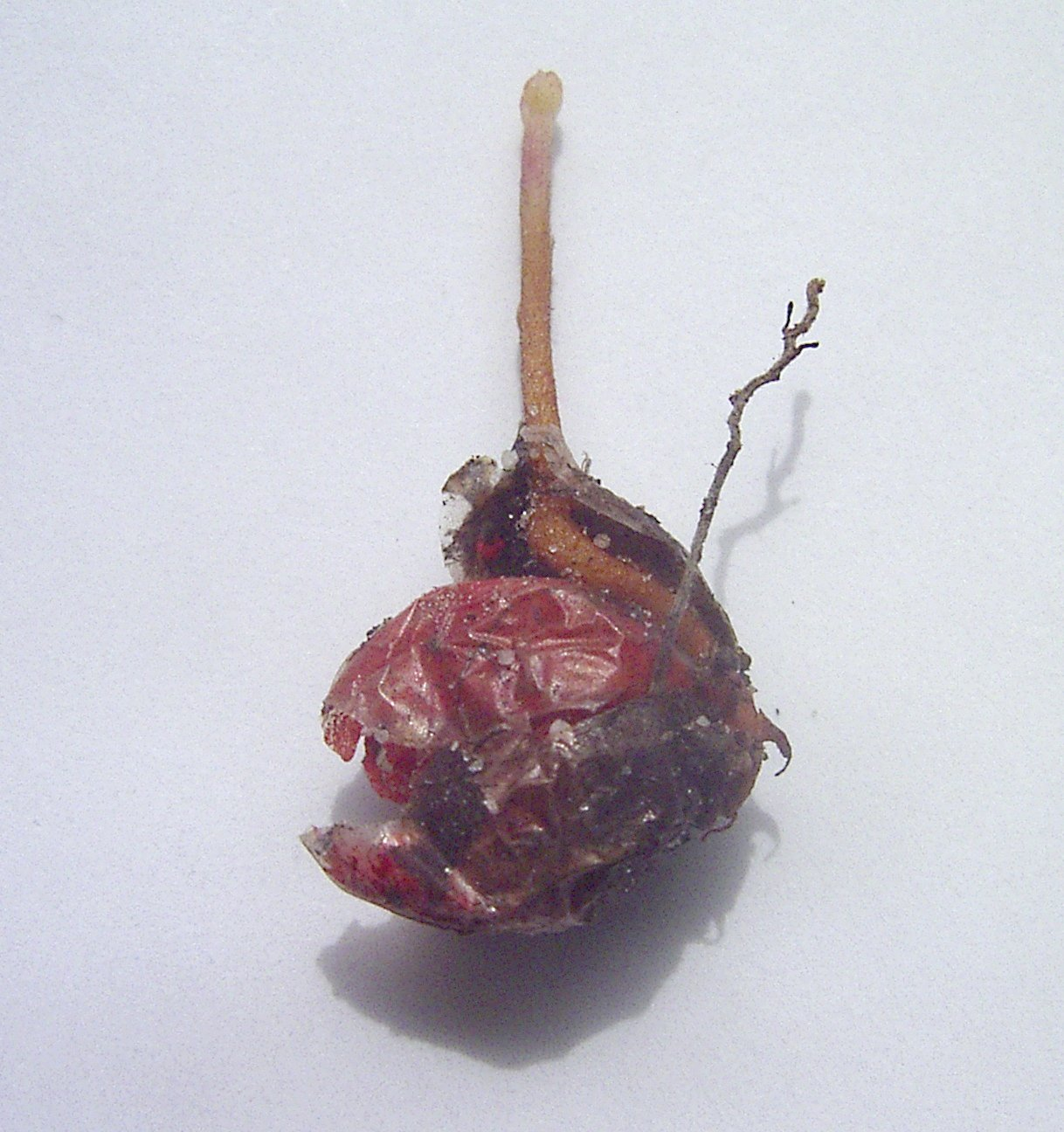
環狀毛氈苔的塊莖在休眠結束後開始鑽出芽體。

環狀毛氈苔的花朵很少見，以致於很少有植物學家觀察到開花植株。首次關於開花植株的觀察紀錄是在1954年，1848年，朱雷·埃米爾·普朗雄（Jules Émile Planchon）在《自然科學紀事》（Annales des Sciences Naturelles）上發表了環狀毛氈苔的正式描述。詹姆斯·德拉蒙德（James Drummond）於新天鵝河殖民地（Swan River Colony）附近首次採集到環狀毛氈苔的標本。德拉蒙德所收集到的那些標本當中有兩株蓮座型的“不育的”毛氈苔；之後的學者還曾設法驗證這些標本的正確性。1864年，喬治·邊沁（George Bentham）質疑了環狀毛氈苔的分類地位，並提出德拉蒙德的標本實際上有可能是蓮座毛氈苔。1930年代，路德維格·丹尼爾（Ludwig Diels）與查理·奧斯丁·加德納（Charles Austin）兩人在對茅膏菜屬的討論中忽略了環狀毛氈苔。其模式標本存放於英國皇家植物園（Royal Botanic Gardens），但其被歸於「紅根毛氈苔」名下。1952年，環狀毛氈苔由M·C·羅素（M. C. Russell）在吉爾福德附近重新發現，並於1954年5月首次觀察到帶花的植株。瑞卡·艾瑞克森（Rica Erickson）在她1968年的《澳洲的掠食植物》（Plants of Prey in Australia）一書中寫道，除此之外未再發現核仁環狀毛氈苔的帶花植株。

## 擴展閱讀
维基共享资源上的相關多媒體資源：環狀毛氈苔
- 食肉植物的問與答：球根的蓮座型毛氈苔 （页面存档备份，存于），站主為《栽培中的食肉植物》（Growing Carnivorous Plants）的作者貝瑞·萊斯（Barry Rice）（英文）
- 環狀毛氈苔，西澳的食肉植物（英文）
- 球根毛氈苔 （页面存档备份，存于），日本食蟲植物愛好會（JCPS）（日語）
- 環狀毛氈苔，Marcy的食蟲植物（日語）
- 環狀毛氈苔，Kent的食蟲植物（日語）
- 球根毛氈苔與其他，英國食肉植物討論區（Carnivorous Plants UK Forum）